# Aphaniosoma unicolor
Aphaniosoma unicolor is een vliegensoort uit de familie van de Chyromyidae. De wetenschappelijke naam van de soort is voor het eerst geldig gepubliceerd in 1933 door Hendel.